# Stenopogon echelus
Stenopogon echelus là một loài ruồi trong họ Asilidae. Stenopogon echelus được Walker miêu tả năm 1849. Loài này phân bố ở miền Ấn Độ - Mã Lai.